# Tavernes de la Valldigna (kommunhuvudort)
Tavernes de la Valldigna är en kommunhuvudort i Spanien.   Den ligger i provinsen Província de València och regionen Valencia, i den östra delen av landet, 300 km sydost om huvudstaden Madrid. Tavernes de la Valldigna ligger 20 meter över havet och antalet invånare är 18 195.
Terrängen runt Tavernes de la Valldigna är kuperad åt sydväst, men åt nordost är den platt. Havet är nära Tavernes de la Valldigna åt nordost.Runt Tavernes de la Valldigna är det tätbefolkat, med 308 invånare per kvadratkilometer. Närmaste större samhälle är Gandia, 13,7 km sydost om Tavernes de la Valldigna. 